# Kecamatan Sukodono (distrikt i Indonesien, Jawa Timur, lat -7,40, long 112,68)
Kecamatan Sukodono är ett distrikt i Indonesien.   Det ligger i provinsen Jawa Timur, i den västra delen av landet, 700 km öster om huvudstaden Jakarta.